# Partita dei quattro cavalli
La partita dei 4 cavalli è un'apertura degli scacchi, caratterizzata dalle mosse:
1. e4 e5
2. Cf3 Cc6
3. Cc3 Cf6

## Analisi
La partita dei 4 cavalli è un'apertura molto antica, uno schema classico di sviluppo che ha conosciuto una certa popolarità fino al primo ventennio del Novecento; risponde a criteri classici di sviluppo, incentrati sull'occupazione del centro con uno o due pedoni, sulla mobilitazione di ambedue i cavalli in posizione centrale e sulla preparazione dell'arrocco mediante attivazione dell'alfiere di re sulla diagonale di origine, di solito sulla quarta o quinta traversa. Per la sua rispondenza ai criteri "classici" dell'apertura, è spesso giocata dai principianti.
Questo atteggiamento tranquillo e prudente origina posizioni molto equilibrate, in cui spesso il gioco prosegue in modo simmetrico da ambedue le parti, senza attacchi combinativi, con conseguente facilità di sviluppo per entrambi e con la creazione di posizioni chiuse e complesse.
Le mosse più usate in questa posizione corrispondono a quelle maggiormente utilizzate dopo 1. e4 e5 2. Cf3 Cc6, ovvero senza la terza mossa: sono infatti 4. Ab5 (come la partita spagnola), 4. d4 (3. d4 è la partita scozzese) e 4. Ac4 (come la partita italiana), e in effetti le posizioni che si originano da questa apertura possono essere raggiunte anche a partire da queste stesse aperture, sebbene, specialmente nel caso della spagnola e della scozzese, le mosse richieste siano inconsuete (ad esempio dopo 3. Ab5 Cf6 l'arrocco è generalmente considerato superiore a Cc6). Anche se simili ad altre aperture, comunque, non sempre i piani strategici coincidono, a causa della presenza dei cavalli in c3 e in f6. In alcune varianti della scozzese e della spagnola, ad esempio, il Bianco ha la necessità di muovere il pedone in c3 per sostenere d4. L'impossibilità di effettuare questa spinta richiede, quindi, l'adozione di una diversa strategia.
Johannes Metger studiò per questa apertura la variante che da lui prende il nome (Variante Metger).

## Continuazioni principali
- 4. Ac4 Cxe4 (variante italiana)
- 4. Ab5 Ab4 5. O-O O-O 6. Axc6
- 4. Ab5 Ab4 5. O-O O-O 6. d3 Axc3 7. bxc3 d5
- 4. Ab5 Ab4 5. O-O O-O 6. d3 d5
- 4. Ab5 Ab4 5. O-O O-O 6. d3 d6 7. Ag5 Axc3 8. bxc3 De7
- 4. Ab5 Ac5 5. O-O O-O 6. Cxe5 Te8 7.Cxc6 dxc6, giocata nella famosa partita Paulsen - Morphy, New York 1857.
- 4. Ab5 Cd4, con continuazioni simili alla variante Bird della partita Spagnola.
- 4. d4 exd4 5. Cd5!? (gambetto di Belgrado). Più giocata risulta 5. Cxd4; con 5...Ac5 il Nero riesce ad ottenere la parità, ma con posizione piuttosto complessa.
- 4. Cxe5?! (Gambetto Halloween). Una linea considerata scorretta ma molto fastidiosa per il Nero se non la conosce.
Max Euwe raccomanda 4...Cxe5 6. f4 Cg8 7.Bc4 d5 8. Axd5 c6, con vantaggio del Nero.[1]
Il MI polacco Jan Pinski raccomanda la linea 4...Cxe5 5. d4 Cc6 6. d5 Ab4! 7. dxc6 Cxe4 8. Dd4 De7, con la possibile continuazione 9. Dxg7 Cxc3+ 10. Ae3 Cd5+ 11. c3 Tf8 12. cxb4 Cxe3 13. fxe3 Dxb4+, con vantaggio decisivo.[2]